# Spreewald-augurken

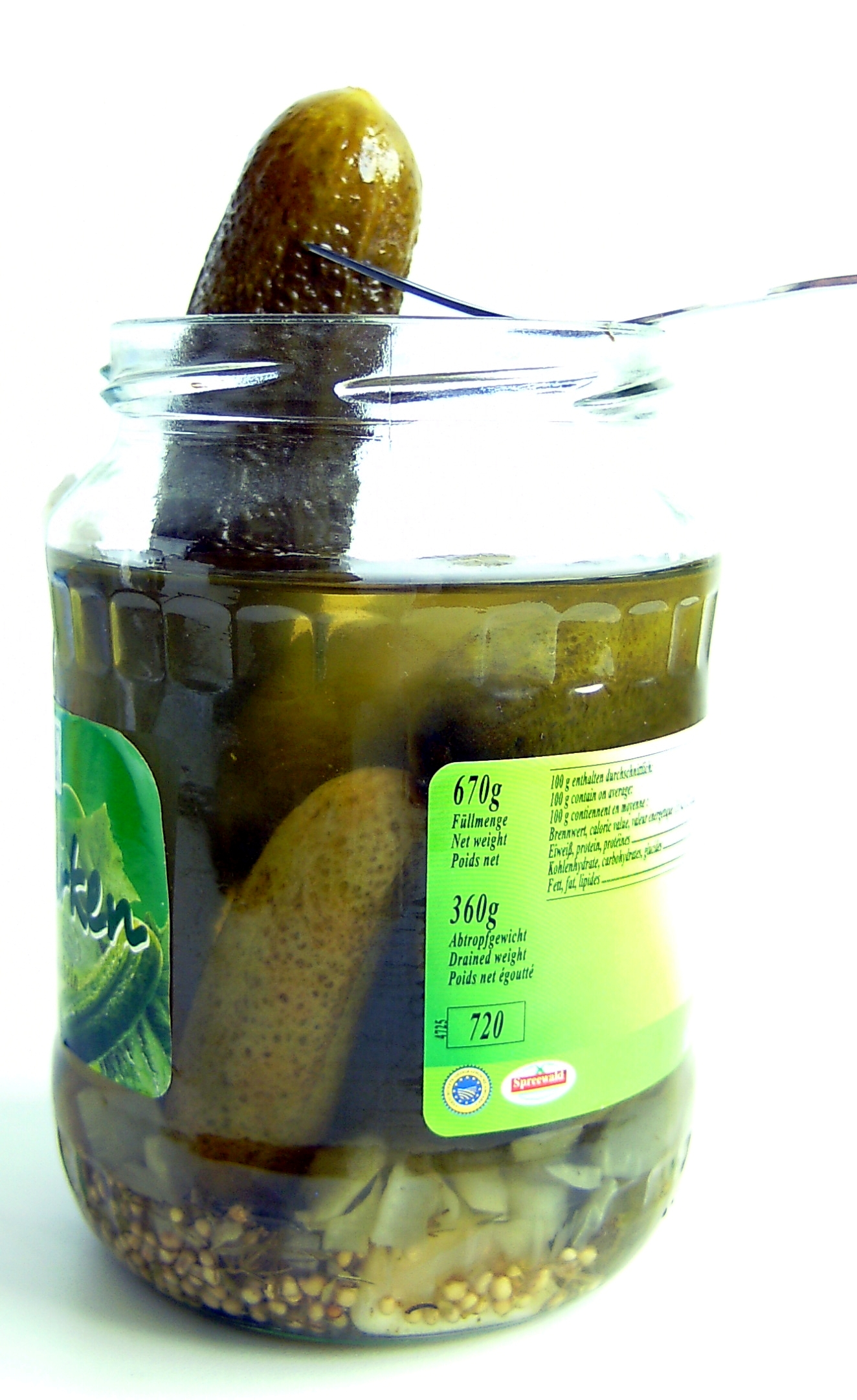
Spreewald-augurken, hier samen met knoflook

Spreewald-augurken (Spreewälder Gurken) zijn augurken uit de streek van het Spreewald in Brandenburg. De naam geldt binnen de Europese Unie als beschermde geografische aanduiding. De Spreewald-augurken behoren tot de weinige DDR-producten die na die Wende onafgebroken beschikbaar bleven en tegenwoordig nog altijd verkrijgbaar zijn.

## Trivia
De Spreewald-augurk heeft een prominente rol in de film Good bye, Lenin!